# Alsophila astrigaria
Alsophila astrigaria är en fjärilsart som beskrevs av Hans Rebel 1913. Alsophila astrigaria ingår i släktet Alsophila och familjen mätare. Inga underarter finns listade i Catalogue of Life.